# استنتون (مینه‌سوتا)
استنتون (به انگلیسی: Stanton) یک منطقهٔ مسکونی در ایالات متحده آمریکا است که در Stanton Township واقع شده‌است. استنتون ۲۸۰٫۱۱ متر بالاتر از سطح دریا واقع شده‌است.